# Identity (musikalbum)
Identity är det enda albumet av den kortlivade musikgruppen Zee, bestående av Richard Wright från Pink Floyd och Dave Harris. Det släpptes 9 april 1984.

## Låtlista
1. "Confusion" - 4:17
2. "Voices" - 6:20
3. "Private Person" - 3:36
4. "Strange Rhythm" - 6:36
5. "Cuts Like a Diamond" - 5:36
6. "By Touching" - 5:39
7. "How Do You Do It?" - 4:45
8. "Seems We Were Dreaming" - 4:57